# Baptisia stricta
Baptisia stricta là một loài thực vật có hoa trong họ Đậu. Loài này được Larisey miêu tả khoa học đầu tiên.